# Nickel City Opera
Nickel City Opera (også kaldet NC Opera Buffalo og NCO) er et amerikansk operakompagni med base i Buffalo, New York, som holder til i Shea's Performing Arts Center, der ligger i Buffalo Theatre District i centrum af Buffalo. Hovedscenen har mere end 3.000 tilskuerpladser. NCO samarbejder med Buffalo Philharmonic Orchestra. Kompagniets musikchef har været Matthias Manasi fra 2017 til 2021.
NCO blev grundlagt af Valerian Ruminski. NCO producerer en bred vifte af værker, fra det 18. århundredes barok og det 19. århundredes bel canto til det 20. århundredes minimalisme og til moderne operaer fra det 20. og 21. århundrede. Disse operaer præsenteres i opsætninger, der spænder i stil fra dem med udførlige traditionelle dekorationer til andre med moderne konceptuelle designs.
Nickel City Opera har base i Shea's Performing Arts Center (3.019 pladser), et operahus, der er designet af det kendte Chicago-firma Rapp and Rapp. Operahuset blev modelleret i samme stil som europæiske operahuse og dekoreret i en kombination af fransk og spansk barok- og rokokostil. Indretningen blev designet af den verdenskendte designer og kunstner Louis Comfort Tiffany, og de fleste af elementerne er bevaret den dag i dag. Oprindeligt var der næsten 4.000 pladser, men i 1930'erne blev antallet af pladser reduceret til det nuværende antal på 3.019 pladser, sidst men ikke mindst for at øge pladsen til orkestret ved at øge størrelsen på orkestergraven.

## Historie
NCO blev grundlagt i 2004 og producerede Gioachino Rossinis Barberen i Sevilla som sin første opera i juni 2009 på Riviera Theatre. Året efter, i 2010, opførte de  Giuseppe Verdis Rigoletto. NCO har i dag et repertoire på mere end 30 operaer og har opført operaforestillinger som La Bohème, L'elisir d'amore, La traviata, Barberen i Sevilla, Don Pasquale, La fille du regiment, Rigoletto,Tosca, Il tabarro, Teaterdirektøren, Salome, Il trovatore, Lohengrin, Le Nozze di Figaro, Amahl and the Night Visitors af Gian Carlo Menotti og The Music Shop af Richard Wargo. 
Sangere som Michele Capalbo, David MacAdam, Adam Klein, Eric Fennell, Victoria Livengood,  Elizabeth Blancke-Biggs, James Wright, John Packard, Eduardo Villa, Ray Chenez, Zulimar López-Hernández, Marc Freiman, en Marieterese Magisano, har optrådt i NCO's opsætninger.
I 2011 præsenterede Nickel City Opera som en særlig kulturel begivenhed en opsætning af Il tabarro af Giacomo Puccini, instrueret af Henry Akina, om bord på  
USS The Sullivans (DD-537), en udrangeret destroyer af Fletcher-klassen fra den amerikanske flåde, et af Buffalos vartegn, som fungerer som museumsskib og ligger for anker i Buffalo and Erie County Naval & Military Park. The USS The Sullivans (DD-537) fungerede som en integreret del af forestillingen.
I 2017 overtog Matthias Manasi orkesterledelsen af NCO og blev udnævnt til ny musikchef og chefdirigent. Under COVID-19-pandemien kunne NCO ikke opføre opera i Shea's Performing Arts Center fra marts 2020. En opsætning af Aida af Verdi, som var planlagt til 7.-29. august 2021 i Artpark i Earl W. Brydges Artpark State Park, blev aflyst på grund af COVID-19-pandemiens restriktioner. I juni 2023 genopsatte NCO sin første opsætning af Rossinis Barberen i Sevilla på Nichols Flickinger Performing Arts Center.
Internationale instruktører på NCO inkluderer David Grabarkewitz, som instruerede New York City Operas Emmy-prisvindende opsætning af Madame Butterfly af Puccini for Public Broadcasting System (PBS) i 2008, og Marc Verzatt, der blev udnævnt til Outstanding Stage Director i 2006 af magasinet Classical Singer.

## Opera America Service Award
I maj 2017 tildelte Opera America Nickel City Opera og Valerian Ruminski, teaterleder for NCO, deres årlige Service Award.

## Verdenspremierer og premierer i USA
I juni 2016 producerede Nickel City Opera verdenspremieren på SHOT!, komponeret af Persis Vehar med libretto af Gabrielle Vehar, om mordet på præsident William McKinley, produceret på Shea's Performing Arts Center med Michael Ching, dirigent og David Grabarkewitz, instruktør. Rollen som præsident William McKinley blev sunget af Valerian Ruminski, rollen som Ida McKinley blev sunget af Marieterese Magisano med John Packard som Leon Czolgosz, Michele Capalbo som Emma Goldman og Fred Furnari som Buffalo Police Superintendent Bull, et kor på 40 sangere og Buffalo Philharmonic Orchestra.  Kulisserne genskabte scener fra Pan American Exposition i 1901 med 40 fods projektioner af originale Edison-optagelser fra 1901 af udstillingen og sjældne historiske fotos.
I juni 2021 samarbejdede NCO med Sotto Voce Vocal Collectiv om at præsentere verdenspremieren på operaen The Second Sight af Jessie Downs.

## Direktører

### Musikchefer / chefdirigenter
Michael Ching var musikchef og chefdirigent for NCO fra 2012 til 2017. Hans efterfølger Matthias Manasi var musikchef og chefdirigent for NCO fra 2017 til 2021. NCO har også haft berømte gæstedirigenter, som ikke er nævnt her.
- Michael Ching (musikchef 2012-2017)
- Matthias Manasi (musikchef 2017-2021)

### Instruktører
Instruktørerne på operaproduktioner på NCO omfatter internationalt kendte Instruktører som David Grabarkewitz, der instruerede New York City Operas produktion af Puccinis Madama Butterfly for PBS, som vandt en Emmy-pris i 2008.
Instruktøren Marc Verzatt, der blev kåret som årets fremragende Instruktør i 2006 af Classical Singer Magazine, har også instrueret operaproduktioner på NCO.

## Spillesteder
- Shea's Performing Arts Center (3.019 pladser)
- Riviera Theatre (1.149 pladser)
- Artpark Mainstage Theatre (2.400 pladser)
- Artpark Amphitheatre (4.400 pladser)
- Nichols Flickinger Performing Arts Center (460 pladser)